# Panda en de meester-gemaskerde
Panda en de meester-gemaskerde is een tekststripverhaal in de Panda-reeks. Het werd in 1950/1951 in kranten gepubliceerd en in 1952 als album bij uitgeverij De Muinck & co.

## Verhaal
In het vorige verhaal, Panda en de meester-edelman, is de schatkist van de koning geplunderd door de gemaskerde, die ontkwam in de taxi van Panda. Er wordt een beloning uitgeloofd, en ook de helft van de schat.
Zowel Panda als Joris Goedbloed zijn verdacht, en al snel zitten graaf Isen grim en baron Bruno achter hen aan. Ze weten te ontkomen en schuilen in een schuur. Isen grim en Bruno vinden hun spoor, maar de gemaskerde houdt hen tegen. Panda ontdekt in de schuur zijn gestolen taxi, met daarin de schat. 
Buiten ziet hij de gemaskerde lopen en Panda tracht hem te overmeesteren. Hij ontsnapt echter. Even later komt Joris aangelopen, en er valt iets uit zijn jas. Het is een masker. Nu is Panda alles duidelijk, en hij is woedend. Maar Joris is sterker en stopt Panda in een zak en neemt hem mee in de auto. Panda weet onderweg vrij te komen en vliegt Joris aan, waardoor de auto tegen een boom botst. Joris vermomt zich, en de achtervolgers treffen dus alleen Panda aan, in de boom. Bij de schat, dus is hij de schuldige en dus wordt hij in een cel gegooid. Joris kan Panda echter toch niet in de steek laten.
Panda wordt voor de koning gebracht. Voordat die echter kan oordelen komt er opeens een advocaat binnen rennen. Panda herkent hem, maar weet niet hoe te reageren. De advocaat weet de onnozele koning ervan te overtuigen dat Panda gezichtsbedrog is, en zo weten ze weg te komen. (Joris tegen Panda: "jij bent gezichtsbedrog, en gezichtsbedrogen zijn altijd stil!") Maar graaf Isen grim laat het er niet bij zitten. Weer moeten ze vluchten. Ze gaan naar het kasteel van Joris, slot Malpertuis. Panda ziet het echter somber in. Hoe kan hij bewijzen onschuldig te zijn?
Het slot blijkt toch niet zo veilig te zijn; algauw komt graaf Isen grim binnen met een kanon en wil hun allebei vernietigen. Kan Joris zich hier nog uit redden? Hij zegt dat de schat in de put ligt (Panda gooide die er kwaad in).  Daar heeft de graaf wel oren naar! Hij wil meteen omlaag, en ze helpen daarbij. Maar dan komt graaf Bruno, en die wil ook omlaag. Dat komt Joris prima uit. Bruno let niet op en ziet niet dat de schat naar boven komt. Dus staan ze beiden op de bodem van de put en kunnen er zonder hulp niet uit. Maar dan komt de hofmaarschalk Joris en Panda arresteren. Echter, de lange lont van het kanon brandde nog, en bereikt nu pas het kruit. 
In de verwarring weten Joris en Panda te ontkomen. Ze vluchten de bergen in. Panda zeult de schat mee. Hij is het beu om voortvluchtig te zijn. Panda besluit om de schat bij Joris te laten, zodat hij aan de koning kan laten zien dat hij onschuldig is. En dat treft, want die maakt net een ritje in de buurt. Panda tracht de situatie uit te leggen, maar dat lukt niet zo best. 
Opeens verschijnt in de hoogte echter de gemaskerde. Zo moet de koning wel geloven dat Panda niet de gemaskerde is. Maar bovendien werpt de 'echte' gemaskerde de schat omlaag, en dat herinnert de koning aan zijn belofte. En zodoende is het dus Panda die de helft van de schat krijgt. Ter plaatse wordt de schat verdeeld. Joris dwingt de koning ook nog om Panda mee te nemen. Daarna kan Panda zich dus heel wat veroorloven.

## Bron
- Panda en de meester-gemaskerde.